# Plumo
 (novembre 2014).
Plumo est une série de CD-ROM ludo-éducatifs québécoise éditée par la société Micro-Intel à la fin des années 1990 et reprise successivement par CogniScience et Documens. La série est animée par Plumo, un perroquet qui guide les enfants d'âge préscolaire à travers la douzaine d'activités de chacun des titres. La série compatible Mac et Windows est distribuée en trois langues sur le même support, incluant le français, l'anglais et l'espagnol. Elle est développée par Synapse Multimedia et illustrée par Daniel Sauvageau.

## Titres de jeux et description
- Plumo au zoo ! est le premier titre de la série sorti en 1997 sous l'éditeur Micro-Intel. Il s'adresse à un public de 3 à 5 ans. Les 13 jeux qu'on y trouve visent à développer les habiletés cognitives de l'enfant : observation, classification, numération, logique[1].

- Plumo à la ferme ! est le deuxième titre de la série sorti en 1999 sous l'éditeur Micro-Intel. Il s'adresse à un public de 5 à 7 ans. Les 10 jeux qu'on y trouve visent à développer les habilités cognitives reliées aux opérations de base en logique et en mathématique : observation, mise en relation, classification, sériation[2].

- Plumo au parc ! est le troisième titre de la série sorti en 2002 sous l'éditeur Micro-Intel. Il s'adresse à un public de 4 à 6 ans.  Les 12 jeux qu'on y trouve favorise le développement d'habiletés diverses, dont la préparation à la lecture et à la numération, ainsi que l'acquisition de connaissances usuelles. Chaque jeu propose deux niveaux de difficulté et de nombreuses combinaisons[3].

- Plumo au cirque ! est le quatrième titre et dernier de la série sorti en 2004 sous l'éditeur Cogniscience puis Documens[4]. Il s'adresse à un public de 4 à 8 ans. et vise à développer ses habiletés cognitives de base (observation, mise en relation, sériation, classification) et à se préparer à la lecture, la numération et à la géométrie[5].

## Distinctions
- Silver Award at the Nursery World Equipment Awards pour Plumo au zoo
- BEST BET AWARD pour Plumo à la ferme
- Best Educational Software Awards pour Plumo au parc
- Parents Choice Approved Award pour Plumo au parc